# Parzanica
Parzanica [paɾˈʣaːnika] (Parsànega [paɾˈzanɛɡa] in dialetto bergamasco) è un comune italiano di 332 abitanti della provincia di Bergamo in Lombardia.
Situato a circa 750 m s.l.m., in una posizione che sovrasta la sponda occidentale del Lago d'Iseo, dista circa 47 chilometri ad est dal capoluogo orobico.

## Storia
Poche sono le notizie storiche riguardanti questa contrada, rimasta isolata dai grandi traffici ed avvenimenti per gran parte della sua storia. Una storia fatta di piccole cose e scandita dai ritmi della natura, senza sussulti e situazioni degne di particolare nota.
Il nome del comune si dovrebbe pronunciare Parzanìca, perché gli abitanti del luogo lo pronunciano con questo accento sin dall'antichità (Parsanéga).
Si pensa comunque che la storia di questo borgo parta all'incirca dal X secolo, quando il toponimo utilizzato per indicare questo territorio era Gromol. Derivante dal latino grumus, stava ad indicare una collina o un'altura, come altri toponimi presenti nella bergamasca, tutti riferiti a luoghi posti in prossimità di colli o montagne: Grumello del Monte, Gromo e Gromlongo, frazione di Palazzago.
Il nome Gromol rimase in uso fino all'epoca medievale, quando venne sostituito dall'attuale Parzanica. Di quel periodo le cronache ci indicano che, nonostante l'isolamento, il paese fu interessato da piccole scaramucce tra fazioni avverse. Furono difatti i guelfi di Adrara ad attaccare il borgo, senza però provocare le distruzioni avvenute altrove.
Da allora le cronache ci riferiscono di un paese tranquillo che ha seguito le sorti politiche del resto della provincia di Bergamo.
Fino al 1957 si poteva raggiungere Parzanica solo attraverso mulattiere, anno in cui venne realizzata la strada provinciale che collega il paese a Vigolo. Nel 1999 è stata aperta la nuova variante panoramica che permette di raggiungere Parzanica direttamente da Tavernola.

### Simboli
Lo stemma e il gonfalone sono stati concessi con decreto del presidente della Repubblica del 21 marzo 1997.
La forma dello scudo è sannita o francese moderno, come previsto per gli stemmi dei comuni italiani, sormontato dalla corona muraria e circondato da due rami, d'ulivo e di quercia con i relativi frutti.
I colori araldici sono sei: rosso, azzurro, nero, oro, verde e marrone.
Lo scudo è partito: nella prima partizione è rappresentato un riccio di castagna con un frutto poiché il castagno è l'albero che da millenni prospera a Parzanica ed è fonte di sostentamento e di ricchezza locale. Al di sotto, su campo azzurro, colore che allude al Lago d'Iseo, è la figura in oro di una torre guelfa in ricordo delle lotte trascorse in tempi lontani, ma che ricorda il carattere determinante e piuttosto bellicoso dei suoi abitanti.
Nella seconda partizione è rappresentato il ranuncolo, un fiore che vive nei terreni più impervi tra le rocce ed intende rappresentare la popolazione di Parzanica che attraverso i millenni seppe vivere su un suolo tanto aspro.
Il gonfalone è un drappo partito di rosso e di giallo.

## Monumenti e luoghi d'interesse
Degno di nota è il borgo storico, che ha conservato la sua anima rurale, con scorci tipici dei secoli passati, ma anche la chiesa parrocchiale dedicata a san Colombano edificata verso la fine del XVI secolo, che custodisce affreschi, paramenti ed arredi religiosi di buon pregio. La chiesa è sede dell'omonima parrocchia afferente al vicariato di Predore, diocesi di Bergamo. Il campanile ospita un concerto campanario, composto da 5 bronzi in tonalità Mib3, è stato fuso nel 1953 da A. Ottolina in Bergamo.
In posizione più elevata rispetto all'abitato si trova la chiesa della Santissima Trinità, edificata in stile romanico con affreschi del XV secolo recentemente restaurati.
Molto caratteristico è il borgo della frazione Acquaiolo che, posto più a valle rispetto al centro, conserva ancora abitazioni in pietra, in perfetto stile rustico.

## Amministrazione
| Periodo           | Periodo          | Primo cittadino      | Partito                       | Carica  | Note  |
| ----------------- | ---------------- | -------------------- | ----------------------------- | ------- | ----- |
| 7 maggio 2012     | 11 giugno 2017   | Giovanni Tonni       | Lista civica Parzanica unita  | Sindaco | [ 9 ] |
| 12 giugno 2017    | 5 settembre 2019 | Antonio Ferrari      | Movimento 5 Stelle            | Sindaco | [ 9 ] |
| 21 settembre 2020 | in carica        | Battista Cristinelli | Lista civica Parzanica futura | Sindaco |       |

## Società

### Evoluzione demografica
Abitanti censiti

## Galleria d'immagini

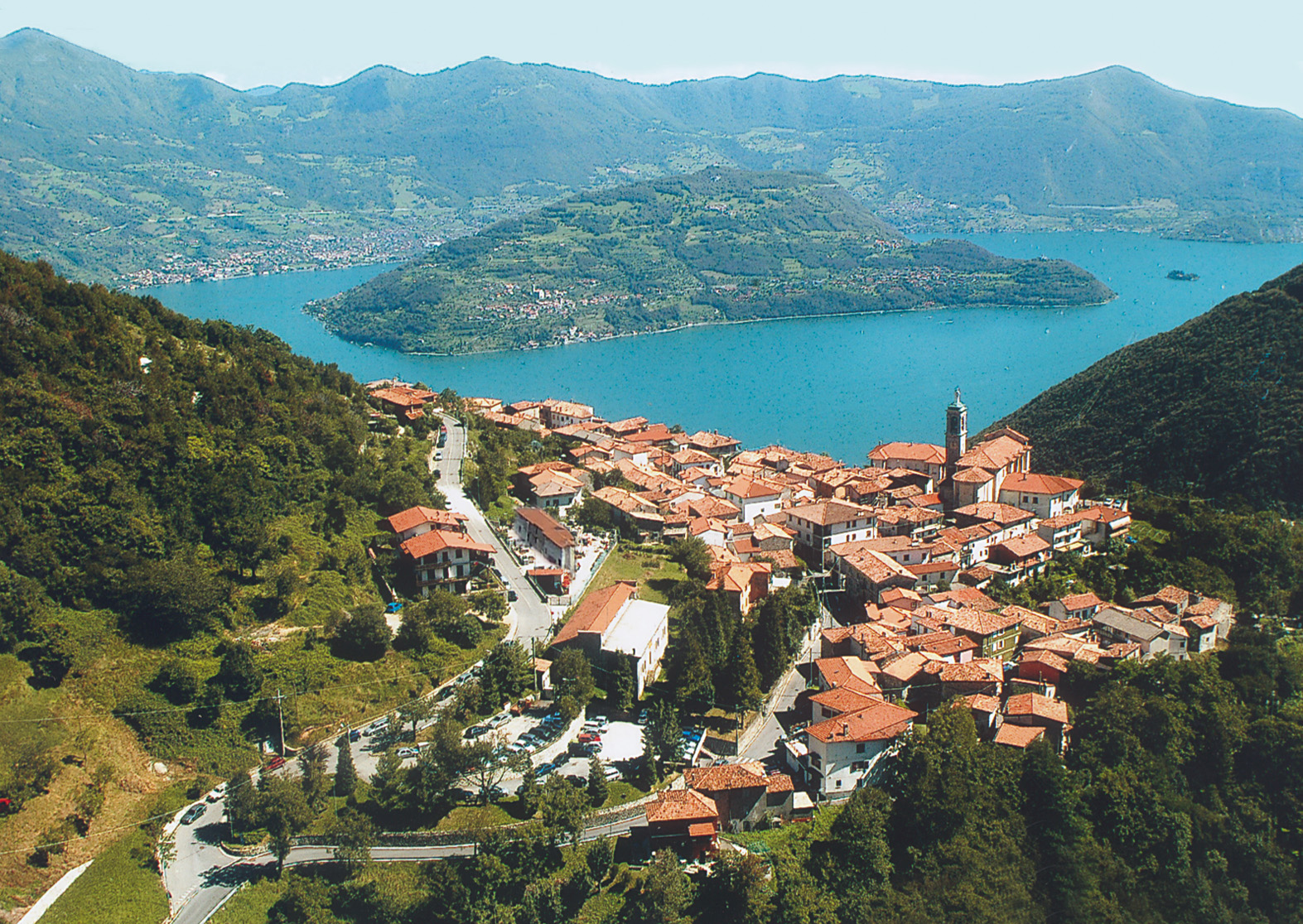
Panorama
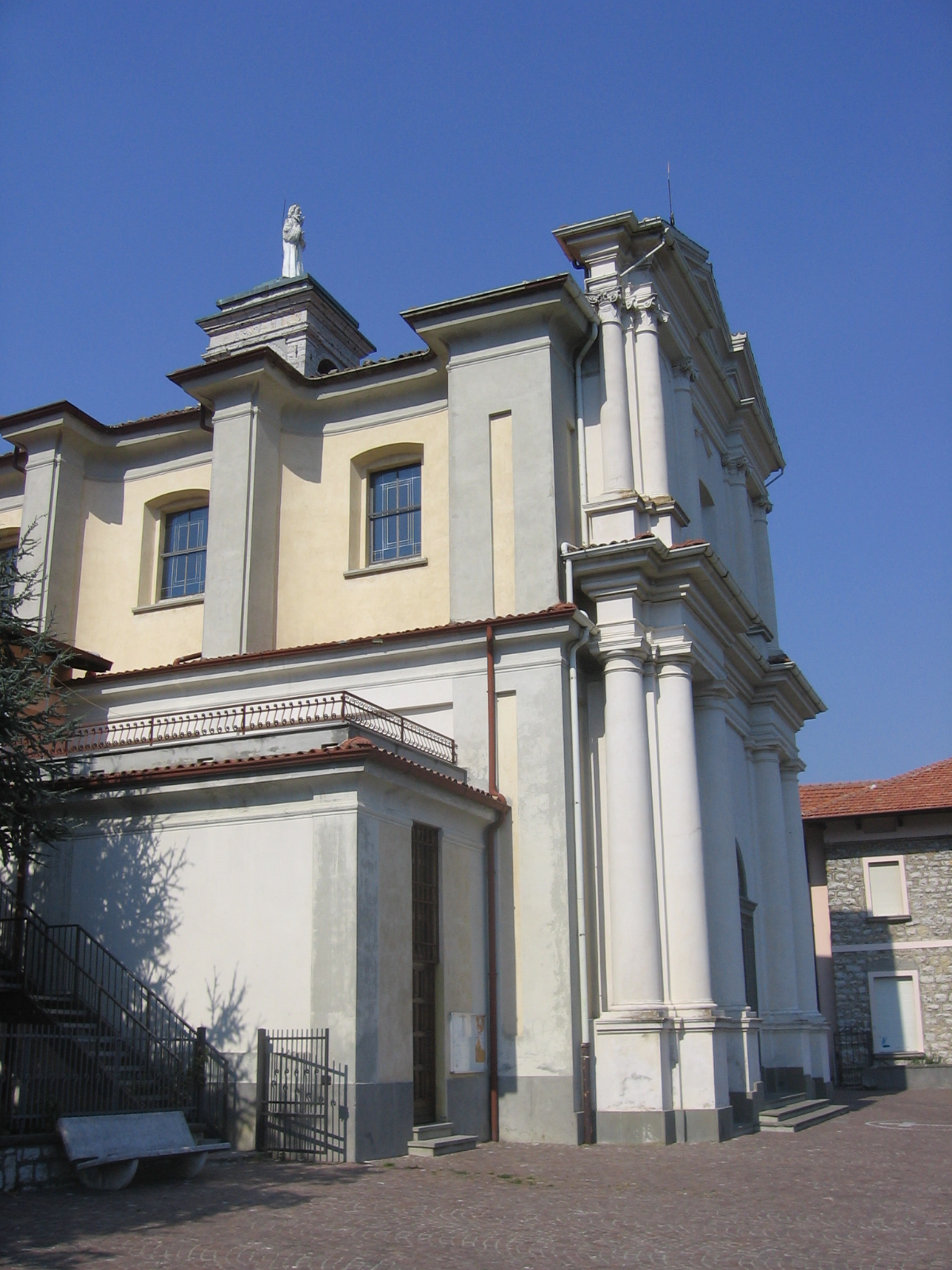
La chiesa di San Colombano